# Mark Dornford-May
Mark Dornford-May (ur. 29 maja 1955 w Eastoft) – brytyjski reżyser, scenarzysta i producent filmowy i teatralny, mieszkający i tworzący w Południowej Afryce. Jego żona, aktorka Pauline Malefane, gra główne role w jego filmach. Laureat Złotego Niedźwiedzia na 55. MFF w Berlinie za film Czarna Carmen (2005). Obraz ten był przeniesioną w realia współczesnego Kapsztadu adaptacją opery Carmen Georges’a Bizeta.